# Спицы (деревня)
Спицы — деревня в Шекснинском районе Вологодской области.
Входит в состав сельского поселения Домшинского, с точки зрения административно-территориального деления — в Домшинский сельсовет.
Расстояние по автодороге до районного центра Шексны — 37 км, до центра муниципального образования Нестерово — 7 км. Ближайшие населённые пункты — Великое, Боярово, Катаево, Белое.
По переписи 2002 года население — 28 человек (12 мужчин, 16 женщин). Всё население — русские.